# Cuitláhuac García
Cuitláhuac García Jiménez (Xalapa, Veracruz; 18 de abril de 1968) es un político, profesor e ingeniero mexicano, miembro del partido Morena. Fue gobernador de Veracruz entre 2018 y 2024.

## Biografía

### Primeros años
Nació en la capital del estado de Veracruz, Xalapa el 18 de abril de 1968, es hijo de los docentes Atanasio García Durán y Julieta Jiménez Torres siendo el quinto de seis hijos, sus otros hermanos son Canek García Jiménez, Yoloxóchitl García Jiménez, Tonatiuh García Jiménez, Xicoténcatl García Jiménez y Quetzalcóatl García Jiménez. Su padre fue diputado local en el Congreso del Estado de Veracruz y llegó a ser presidente de la mesa directiva aunque ha revelado que fue Heberto Castillo quien lo inspiró a hacer política.[cita requerida] De adolescente se negó a acudir a la Escuela Normal de Xalapa y convertirse en maestro, pero ha pasado gran parte de su vida profesional dando clases al descubrir su vocación estudiando ingeniería mecánica eléctrica.[cita requerida] Sus padres lo presionaban para estudiar para docente pero el quería ser ingeniero.[cita requerida] Ayudó mucho a su hermano Quetzalcóatl García Jiménez ya que tenía problemas de aprendizaje y logró llevarlo a estudiar la licenciatura en Derecho.[cita requerida]

### Estudios y trayectoria profesional
En 1991 a los 23 años empezó a estudiar ingeniería mecánica eléctrica en la Universidad Veracruzana hasta 1994. Egresando en 1994 empezó a estudiar una maestría en ingeniería eléctrica en el Instituto Politécnico Nacional hasta 1996. Su carrera profesional como docente empezó dando clases en la Escuela Normal Superior Veracruzana “Dr. Manuel Suárez Trujillo” (ENSV) en 1996 donde duró un año, posteriormente en 1997 empezó a estudiar otra maestría en ciencias en control avanzado por la Universidad de Mánchester en el Reino Unido hasta 1999. Posteriormente al egresar se volvió auxiliar de laboratorio de control avanzado en la Universidad de Mánchester en el Reino Unido de 2000 a 2002. En 2003 impartió la materia de sistemas de control en la Universidad Técnica Hamburg-Harburg por un año hasta 2004. En 2005 empezó a dar clases en la Universidad Veracruzana (UV) y desde 2007 da clases en el Centro de Estudios Tecnológicos, Industriales y de Servicios (CETis) número 134 "Manuel Mier y Terán", en el municipio de Banderilla impartiendo las materias de Teoría del Control; Álgebra; Cálculo Multivariable; y, Sistemas de Control. En 2011 curso un diplomado en especialidad en Competencias Docentes

## Carrera política
Inició su participación política como activista del entonces Partido Mexicano Socialista por simpatía hacia el líder de este, Heberto Castillo. Posteriormente fue representante y consejero en el Partido de la Revolución Democrática.
Desde 2013 es  miembro fundador, delegado y consejero del Movimiento Regeneración Nacional (MORENA). 
En 2015 fue postulado y electo diputado federal por el Distrito electoral federal 10 de Veracruz con cabecera en Xalapa-Enríquez a la LXIII Legislatura de ese año a 2018. En la legislatura se desempeña como secretario de la Comisión de Marina, e integrante de las de Derechos Humanos, de Fortalecimiento al Federalismo, de Justicia y de la Bicamaral para el Diálogo y la Conciliación para el estado de Chiapas.
En 2016 fue candidato a Gobernador de Veracruz postulado por su partido en las elecciones de ese año; en consecuencia el 3 de febrero solicitó y obtuvo licencia a la diputación. En 2018, participó en las elecciones estatales de Veracruz, donde logró la victoria con un total de 1 millón 667 mil 239 votos. El 8 de julio, recibió del Organismo Público Local Electoral (OPLE) la constancia de mayoría, por lo que se le declaró gobernador electo de Veracruz. Rindió protesta como gobernador del estado en los primeros minutos del 1 de diciembre del mismo año.

### Diputado federal
Fue electo como diputado federal para el periodo 2018-2021 por el décimo distrito electoral federal de Veracruz representando al Movimiento Regeneración Nacional en las elecciones de 2015. Así tomando protesta el 1 de septiembre de 2015 y solicitando licencia el 3 de febrero de 2016 para asumir la candidatura para gobernador de Veracruz en las elecciones de ese año y, tras haber sido derrotado por el candidato del Partido Acción Nacional (PAN) Miguel Ángel Yunes Linares, volvió a tomar el cargo de diputado el 11 de julio de 2016. Nuevamente el 27 de diciembre de 2017 volvió a solicitar licencia para ser nuevamente candidato a la gubernatura en las elecciones de 2018.
| Comisiones y comités a los que perteneció                             | Comisiones y comités a los que perteneció | Comisiones y comités a los que perteneció        |
| Comisión o Comité                                                     | Puesto                                    | Periodo                                          |
| --------------------------------------------------------------------- | ----------------------------------------- | ------------------------------------------------ |
| Marina                                                                | Secretario                                | 11 de julio de 2016 - 8 de febrero de 2018       |
| Bicamaral para el Diálogo y la Conciliación para el estado de Chiapas | Integrante                                | 11 de julio de 2016 - 8 de febrero de 2018       |
| Derechos Humanos                                                      | Integrante                                | 11 de julio de 2016 - 8 de febrero de 2018       |
| Fortalecimiento al Federalismo                                        | Integrante                                | 11 de julio de 2016 - 8 de febrero de 2018       |
| De puertos y marina mercante                                          | Integrante                                | 4 de noviembre de 2016 - 8 de febrero de 2018    |
| De movilidad                                                          | Integrante                                | 29 de noviembre de 2016 - 8 de febrero de 2018   |
| Justicia                                                              | Integrante                                | 29 de septiembre de 2015 - 18 de febrero de 2016 |

## Gobernador de Veracruz (2018-2024)

### Primeros días
Sus primeros días empezaron desde que tomo protesta como gobernador de Veracruz el 1 de diciembre de 2018. El 2 de diciembre de 2018 Cuitláhuac García Jiménez recibió en la Plaza Lerdo, Xalapa, Veracruz recibió al presidente de la república Andrés Manuel López Obrador donde ofreció un discurso a la población.
El 4 de diciembre, planteó ante la Conferencia Nacional de Gobernadores (Conago) la «asistencia universal de salud». Explicó que integración de un solo sistema de salud está proyectado para realizarse en un plazo de al menos tres años para que a partir de allí, se pueda garantizar que las personas puedan ser atendido en cualquier hospital.
El 5 de diciembre, acusó a Miguel Ángel Yunes Linares y a su fiscal general Jorge Winckler Ortiz negoció con el exsecretario de Seguridad Pública, Arturo Bermúdez Zurita, su liberación. En pronunciamiento hecho en Palacio de Gobierno tras la salida de Arturo Bermúdez Zurita del penal de Pacho Viejo, el mandatario estatal acusó que el ex gobernador de Veracruz Miguel Ángel Yunes Linares, en complicidad con Jorge Winckler Ortiz, mintieron para ganar votos en las elecciones, fingiendo supuestas condenas contra exfuncionarios de Javier Duarte de Ochoa.

### Deuda pública
En agosto del 2018, tras ser electo como gobernador de la entidad comentó que la deuda pública de Veracruz ascendía a 80 mil millones MXN y lo calificó como un problema económico grave, cuando el presupuesto era de poco más de 100 mil millones MXN. Entre diciembre de 2019 y enero de 2020 el gobierno de Veracruz solicitó 13 préstamos bancarios equivalentes a 37 mil 22 millones MXN.

## Controversias

### Enfrentamientos con Jorge Winckler
Jorge Winckler Ortiz fue fiscal general de Veracruz del 30 de diciembre de 2016 al 3 de septiembre de 2019; desde que Cuitláhuac García tomó protesta como gobernador del estado, los ataques y señalamientos entre ambos funcionarios fueron constantes. Desde febrero de 2019 Cuitláhuac García dijo a medios locales que los 366 asesinatos cometidos en la entidad durante los primeros 80 días de su gobierno no se debían a una falla en su estrategia de seguridad, sino a que el fiscal no había hecho nada por detener a los homicidas. En el mismo mes, se anunció que el gobernador había ajustado el Presupuesto de Egresos para 2019 y racionalizado algunas agencias autónomas, incluida la Fiscalía General del Estado (FGE). En abril de 2019, el gobernador de Veracruz anunció que el actual Jorge Winckler ya no participaría en la Mesa de Seguridad del Estado como titular, sino solo como invitado. Días después, el gobierno estatal criticó a la Fiscalía General del Estado (FGE) tras la matanza de Viernes Santo en Minatitlán. Cuitláhuac García y el secretario del gobierno del estado, Eric Cisneros, publicaron mensajes en redes sociales en los que afirmaron que no habría impunidad en el caso pese a «eternas investigaciones de la FGE» y a que la Fiscalía General del Estado (FGE) «ni investiga ni resuelve».